# Anthoptilidae
Anthoptilidae is een familie van neteldieren uit de klasse van de Anthozoa (Bloemdieren).

## Geslacht
- Anthoptilum Kölliker, 1880